# Roßbach (Biebergemünd)
Roßbach ist nach Kassel, Bieber und Wirtheim der viertgrößte Ortsteil der Gemeinde Biebergemünd im hessischen Main-Kinzig-Kreis, es folgen Lanzingen und Breitenborn/Lützel.

## Geografie

### Geografische Lage
Roßbach liegt im Naturpark Spessart am Fuße des Kerkelberges (337 m ü. NHN) (Kerkelberg), auf einer Höhe von 194 m ü. NHN, 8,5 km südöstlich von Gelnhausen. In Roßbach münden der Große- und der Kleine Roßbach in die Bieber.

### Nachbarorte
Roßbach liegt zwischen den Ortsteilen Lanzingen im Nordwesten (2,5 km) und Bieber im Osten (3 km).
| Lanzingen          | Kassel                                      | Bad Orb |
| Breitenborn/Lützel | Kompassrose, die auf Nachbargemeinden zeigt | Bieber  |
| Huckelheim         | Großkahl                                    | Wiesen  |

## Geschichte

### Mittelalter
Die älteste erhaltene Erwähnung des Ortes stammt aus dem Jahr 1339. Die Schreibweise des Ortsnamens entwickelte sich von Rossebach (1339) und Rospach (1598) zum heutigen Roßbach.
Rossbach gehörte zum Amt Bieber, einem Lehen von Kurmainz, zunächst an die Grafen von Rieneck. Durch Erbschaft gelangte 1333 die Hälfte des Amtes – und damit auch Roßbach – an die Herren von Hanau.  Es entstand also ein Kondominat. Bei der Teilung der Grafschaft Hanau 1458 kam die Hanauer Hälfte des Kondominats zur Grafschaft Hanau-Münzenberg. 1559 starben die Grafen von Rieneck aus. Ihre Rechte fielen an Kurmainz zurück. Roßbach lag nun in einem zwischen Kurmainz und der Grafschaft Hanau-Münzenberg gemeinsamen Kondominat, wobei die Hanauer Hälfte weiter ein Lehen von Kurmainz war.

### Neuzeit
Das Dorf gehörte zur Pfarrei Bieber und wurde in der Reformation lutherisch. 1684 wurde das Kondominat zwischen Mainz und Hanau durch einen Vertrag aufgelöst: Das Amt Bieber – und damit auch Roßbach – wurde zusammen mit dem Amt Lohrhaupten vollständig an Hanau übertragen. Mainz erhielt dafür das ebenfalls gemeinschaftliche Amt Partenstein vollständig. Das Amt Bieber blieb aber ein Lehen von Mainz.
1736 starb mit Graf Johann Reinhard III. der letzte Graf von Hanau und die Grafschaft Hanau-Münzenberg fiel an die Landgrafschaft Hessen-Kassel. 1821 kam es in der ehemaligen, nun „Kurfürstentum Hessen“ genannten Landgrafschaft, zu einer grundlegenden Verwaltungsreform. Das Amt Bieber wurde aufgelöst, seine Gemeinden dem neu gebildeten Landkreis Gelnhausen zugeschlagen.
Zur Förderung des Erzbergbaus im Biebertal wurde 1885 die schmalspurige Spessartbahn in Betrieb genommen. Sie führte vom Bahnhof Gelnhausen über Wirtheim nach Lochborn. Sie hat zunächst, auch nach Stilllegung des Bergbaus in Bieber im Mai 1925, den Betrieb für die Personenbeförderung fortgesetzt. 1951 stellte sie ihren Betrieb ein. Ein Teil der Bahntrasse ist als Wander- und Radweg erhalten.

### Gebietsreform
Am 1. Oktober 1971 wurde Roßbach im Rahmen der Gebietsreform in Hessen ein Ortsteil der Gemeinde Bieber, die wiederum am 1. Juli 1974 mit Biebergemünd fusionierte.  Am selben Tag ging der Landkreis Gelnhausen im Main-Kinzig-Kreis auf. Für die Ortsteile wurden keine Ortsbezirke nach der Hessischen Gemeindeordnung eingerichtet.
Die Fläche der ehemaligen Gemeinde Roßbach betrug 8,14 km².
Bis 2012 war Roßbach ein staatlich anerkannter Erholungsort.

### Bevölkerung
Einwohnerentwicklung
Quelle: Historisches Ortslexikon
- 1598: 37 Haushaltungen
- 1633: 34 Haushaltungen
- 1753: 45 Haushaltungen mit 236 Personen

| Roßbach: Einwohnerzahlen von 1834 bis 2011 | Roßbach: Einwohnerzahlen von 1834 bis 2011 | Roßbach: Einwohnerzahlen von 1834 bis 2011 | Roßbach: Einwohnerzahlen von 1834 bis 2011 | Roßbach: Einwohnerzahlen von 1834 bis 2011 |
| --- | ------------------------------------------ | ------------------------------------------ | ------------------------------------------ | ------------------------------------------ |
| Jahr |                                            |                                            |                                            | Einwohner                                  |
| 1834 | 1834                                       |                                            | 385                                        | 385                                        |
| 1840 | 1840                                       |                                            | 400                                        | 400                                        |
| 1846 | 1846                                       |                                            | 392                                        | 392                                        |
| 1852 | 1852                                       |                                            | 410                                        | 410                                        |
| 1858 | 1858                                       |                                            | 399                                        | 399                                        |
| 1864 | 1864                                       |                                            | 381                                        | 381                                        |
| 1871 | 1871                                       |                                            | 388                                        | 388                                        |
| 1875 | 1875                                       |                                            | 388                                        | 388                                        |
| 1885 | 1885                                       |                                            | 379                                        | 379                                        |
| 1895 | 1895                                       |                                            | 355                                        | 355                                        |
| 1905 | 1905                                       |                                            | 347                                        | 347                                        |
| 1910 | 1910                                       |                                            | 340                                        | 340                                        |
| 1925 | 1925                                       |                                            | 348                                        | 348                                        |
| 1939 | 1939                                       |                                            | 369                                        | 369                                        |
| 1946 | 1946                                       |                                            | 569                                        | 569                                        |
| 1950 | 1950                                       |                                            | 552                                        | 552                                        |
| 1956 | 1956                                       |                                            | 492                                        | 492                                        |
| 1961 | 1961                                       |                                            | 457                                        | 457                                        |
| 1967 | 1967                                       |                                            | 469                                        | 469                                        |
| 1970 | 1970                                       |                                            | 487                                        | 487                                        |
| 1980 | 1980                                       |                                            | ?                                          | ?                                          |
| 1990 | 1990                                       |                                            | ?                                          | ?                                          |
| 2000 | 2000                                       |                                            | ?                                          | ?                                          |
| 2011 | 2011                                       |                                            | 750                                        | 750                                        |
| Datenquelle: Historisches Gemeindeverzeichnis für Hessen: Die Bevölkerung der Gemeinden 1834 bis 1967. Wiesbaden: Hessisches Statistisches Landesamt, 1968. Weitere Quellen: ; Gemeinde Biebergemünd; Zensus 2011 |                                            |                                            |                                            |                                            |

Religionszugehörigkeit
 Quelle: Historisches Ortslexikon
| • 1885: | 249 evangelische (= 65,70 %), 130 katholische (= 34,30 %) Einwohner |
| • 1961: | 216 evangelische (= 47,25 %), 240 katholische (= 52,20 %) Einwohner |

## Infrastruktur und Wirtschaft

### Bildung

#### Kindertagesstätten
Im wenige Kilometer entfernten Bieber gibt es eine Kindertagesstätte. Träger ist die Gemeinde Biebergemünd. Betreut werden Kinder ab dem 1. und bis zum 6. Lebensjahr. In 6 Gruppen ist Platz für insgesamt 124 Kinder.
Weitere Kitas innerhalb der Gemeinde gibt es in den Ortsteilen Lanzingen, Kassel und Wirtheim.

#### Schulen
Im nahen Bieber gibt es die Grundschule Biebertal. Die Alteburg-Schule im Ortsteil Kassel hat auch einen Haupt- und Realschulzweig. Darüber hinaus ist die gesamte Gemeinde Biebergemünd an die Friedrich-August-Genth-Schule (Kooperative Gesamtschule) in Wächtersbach, das Grimmelshausen-Gymnasium in Gelnhausen und die Henry-Harnischfeger-Schule (integrierte Gesamtschule) in Bad Soden-Salmünster angebunden.

### Verkehr

#### Straßen
Roßbach liegt an der Bundesstraße B 276, die von Birstein nach Lohr am Main führt. An der Eisernen Hand bei Bad Orb bindet sie im Osten an die Bundesautobahn A 66 (Anschlussstelle AS 45 Bad Orb / Wächtersbach) an. Im Westen liegt die Anschlussstelle AS 45 Gelnhausen Ost.

#### Bahn
Am Bahnhof im Ortsteil Wirtheim (7,5 km) gibt es Anschluss an die Kinzigtalbahn Fulda–Frankfurt. Hier verkehrt die Regionalbahn Wächtersbach–Frankfurt im Stundentakt. Die nächsten behindertengerechten Bahnhöfe liegen in Wächtersbach und Gelnhausen.

#### Personen-Nahverkehr
Ganzjährig verkehren in Roßbach mehrere Buslinien der KVG. Sie schaffen mit den Linien MKK 64 und MKK 65 öffentliche Verkehrsanschlüsse zu allen Ortsteilen der Gemeinde Biebergemünd, nach Wächtersbach mit der Kinzigtalbahn (Hessen) (Bahnhof Wächtersbach) sowie nach Bad Soden-Salmünster, weiterhin zum Bahnhof Gelnhausen und Wirtheim, aber auch zu den Nachbargemeinden Flörsbachtal und Jossgrund. Es gilt der Tarif des Rhein-Main-Verkehrsverbundes.

#### Fahrradwege
Ein Teil der Bahntrasse der ehemaligen Spessartbahn, die durch das gesamte Biebertal führte, ist als Wander- und Radweg erhalten. Er hat in Wirtheim einen Anschluss an den Hessischen Radfernweg R3. Dieser führt als „Rhein-Main-Kinzig-Radweg“ von Rüdesheim nach Tann in der Rhön. In Wächtersbach besteht weiterhin Anschluss an den Vogelsberger Südbahnradweg.

### Freiwillige Feuerwehr Roßbach
Die Freiwillige Feuerwehr Roßbach ist 1899 gegründet worden, 1977 folgte die Jugendfeuerwehr Roßbach. Im Jahr 1961 wurde das Feuerwehrhaus Biebergemünd-Roßbach eröffnet.
Heute verfügt die Einsatzabteilung der Freiwilligen Feuerwehr Roßbach über 25 Kameraden und Kameradinnen, hinzu kommt die Jugendfeuerwehr mit 8 Personen.
Die Einsatz- und Gefahrenschwerpunkte der Freiwilligen Feuerwehr Roßbach sind:
- Bundesstraße B 276 Richtung Würzburg,
- Gewerbe und Industrie mit Schwerpunkt „Holz“,
- Größtes zusammenhängendes Waldgebiet in Deutschland.

## Kultur und Sehenswürdigkeiten

### Kulturdenkmäler
Siehe : Liste der Kulturdenkmäler in Roßbach

#### Dorfglocke
Im Anbau des ehemaligen Feuerwehrhauses befindet sich eine kleine, historische Glocke. Sie wurde in der Barockzeit, „…1724 von den Glockengießern Johann und Andreas Schneidewind, einer Glockengießerdynastie aus Frankfurt gegossen“. Sie klingt im Ton des zweigestrichenen A. Dank ihrer geringen Größe entging sie in den beiden Kriegen dem Schmelzofen; 2020/2021 wurde sie frisch renoviert.
Heute erklingt die Glocke, ähnlich wie in anderen Dörfern ohne eigene Kirche, dreimal am Tag, um 7:00, um 11:00 und um 19:00 Uhr und bringt Struktur in den Alltag des Dörfchens.

### Vereine
- Freiwillige Feuerwehr Roßbach
- RFC „Freilauf“ Roßbach
- Schützenclub „Waidmannsheil“ Roßbach e. V.
- Seniorenkreis Roßbach
- TTG Biebergemünd 1956 e. V.
- Galaxy Roßbach (Fußballmannschaft)
- Karnevalsgesellschaft Liederkranz Roßbach 1878 e. V. (KGL)

### Freizeit und Tourismus

Spessartfährten, Wegmarkierung

#### Wandern
Die Ortsteile Roßbach und  Bieber sind touristisch durch den Rundwanderweg Spessartfährte: „Roßbacher Biebertal-Fährte“ verbunden. Der knapp 12 km lange Weg ist einer von 9, als Tagestour konzipierten Rundwanderwegen, längs des Spessartbogens. Als zertifizierte Premiumwanderwege geben sie nochmals einen vertieften Einblick in die Vielfalt der Spessartlandschaft. Der Weg wird als sehr leicht klassifiziert.

#### Rosengärtchen
Oberhalb des Ortes befindet sich mit dem Rosengärtchen eine attraktive Park- und Freizeitanlage. Sie hält für die Besucher eine Kneipp-Anlage mit Armbecken und Tretbeckenbereit, eine große Grillhütte und für die Kinder einen Bachlauf bereit.

## Persönlichkeiten, die vor Ort gewirkt haben
- Wilm Hosenfeld (* 2. Mai 1895 in Mackenzell; † 13. August 1952 in Stalingrad) war Wehrmachtsoffizier im Zweiten Weltkrieg. In Biebergemünd hatte er als sozial und christlich engagierter Dorfschullehrer zuerst im Ortsteil Rossbach, später im Ortsteil Kassel gewirkt. Bekannt wurde Hosenfeld durch die Beschreibung in Władysław Szpilmans Autobiographie, die von dem polnischen Regisseur Roman Polański unter dem Titel „Der Pianist“ (drei Oscars 2003) verfilmt wurde. Die Jerusalemer Holocaustgedenkstätte Yad Vashem ernannte Hosenfeld am 25. November 2008 postum zum Gerechten unter den Völkern. In Polen erhielt er postum vom Präsidenten „Lech Kaczynski einen der höchsten Orden des Landes“ verliehen[16].